# Buccinulum linea
Buccinulum linea linea là một loài động vật thân mềm chân bụng sống ở biển thuộc họ Buccinidae. Nó chỉ được tìm thấy ở New Zealand, bao gồm quần đảo Chatham.